# Ellaphie Ward-Hilhorst
Johanna Ellaphie Ward-Hilhorst (10 tháng 7 năm 1920 Pretoria - 30 tháng 6 năm 1994 Cape Town) là một nghệ sĩ thực vật người Nam Phi.
Bà được giáo dục ban đầu ở Pretoria. Sau khi trúng tuyển tại Trường trung học nữ Pretoria, bà bắt đầu làm việc vào năm 1939 với tư cách là người vẽ bản đồ trong Cục Khảo sát của Mỏ vàng Witwatersrand. Vào cuối Thế chiến II, bà chuyển đến Hà Lan để nghiên cứu bức tranh màu nước dưới sự dạy dỗ của chú mình Gerhardus Hilhorst, một nghệ sĩ lịch sử tự nhiên nổi tiếng.
Trở về Nam Phi, Ward-Hilhorst làm việc trong thế giới quảng cáo với tư cách là một nghệ sĩ thương mại tự do ở Cape Town và Johannesburg cho đến khi nghỉ hưu vào năm 1970 khi cuối cùng bà có thời gian để phát huy tài năng của mình như một nghệ sĩ thực vật. Vì bà luôn có một tình yêu và niềm đam mê với chi Pelargonium, bà bắt đầu minh họa tất cả các loài đã biết. Dự án lớn này đã dẫn đến việc xuất bản ba tập vào năm 1977, 1981 và 1988. Toàn bộ bộ sưu tập của 314 màu nước ban đầu và 160 bản phác thảo thói quen bằng bút chì đã được Thư viện Brenthurst ở Johannesburg mua lại vào năm 1989. Những tấm Pelargonium đã hoàn thành được tìm thấy trong phòng thu của bà sau cái chết dữ dội của Ward-Hilhorst.
Bà là một người làm việc sung mãn, hoàn thành hơn 800 bức tranh màu nước thực vật trong 24 năm. Các chi khác mà Ward-Hilhorst làm việc bao gồm Sarcocaulon, Haemanthus, Rhus, Plectranthus, Hessea, Strumaria, cũng như Gasteria, Serruria và Diascia. Ward-Hilhorst đã có số lượng đơn đặt hàng rất lớn từ các nhà thực vật học để minh họa thực vật từ các lĩnh vực quan tâm đặc biệt của họ. 42 bức tranh của bà đã được công bố trong Fiowering Cây của châu Phi và Ward-Hilhorst cũng có những đóng góp thường xuyên cho Bothalia Lưu trữ ngày 21 tháng 5 năm 2007 tại Wayback Machine  Lưu trữ ngày 21 tháng 5 năm 2007 tại Wayback Machine, Aloe, SA Tạp chí Thực vật học , Tạp chí xương rồng và cây mọng nước quốc gia, Tạp chí xương rồng và mọng nước (Hoa Kỳ) và Veld & Flora Lưu trữ ngày 26 tháng 7 năm 2007 tại Wayback Machine  Lưu trữ ngày 26 tháng 7 năm 2007 tại Wayback Machine.
Các ví dụ về các tác phẩm của bà nằm trong bộ sưu tập vĩnh viễn của Viện tài liệu thực vật Hunt, Pittsburgh, Hoa Kỳ, Bộ sưu tập Shirley Sherwood cũng như nhiều bộ sưu tập tư nhân quan trọng.

## Giải thưởng và vinh danh
Hiệp hội thực vật Nam Phi đã trao tặng Ward-Hilhorst Huân chương Cythna Letty năm 1988: Hiệp hội các nhà thực vật học Nam Phi Lưu trữ ngày 28 tháng 9 năm 2007 tại Wayback Machine đã trao tặng bằng khen cho sự đóng góp của bà cho thực vật học có hệ thống và năm 1990, Ward-Hilhorst đã nhận được huy chương vàng cho bức tranh Haemanthus tại Triển lãm xã hội hoàng gia tại Luân Đôn.